# 靜態宇宙
靜態宇宙（英語：Static universe），物理宇宙学中的宇宙模型之一。在這個模型中，宇宙的空間不會擴張或縮小。1917年，阿尔伯特·爱因斯坦提出的論文《廣義相對論下的宇宙觀》（Cosmological Considerations in the General Theory of Relativity），建立了這個模型。但在哈伯定律被確定，證實宇宙正在持續擴張中後，這個模型慢慢不被支持。英國學者在20世紀前半提出穩態理論支持這個觀點，但現代物理學者主要支持大爆炸理論。

## 愛因斯坦
根據廣義相對論的運算結果，宇宙是動態的，可能會擴張或收縮。為了使宇宙保持靜態，愛因斯坦在愛因斯坦方程式中加上正的宇宙學常數，建立靜態宇宙模型。
在愛德溫·哈伯發表他的觀測結果，確立哈伯定律，認為宇宙正在擴張中，愛因斯坦撤回了這個常數，認為這是他的一大錯誤。